# Maccabi Ironi Aschdod
Der Maccabi Ironi Aschdod (hebräisch מכבי עירוני אשדוד) ist ein israelischer Fußballverein aus Aschdod. Das Team des Vereins spielt derzeit auf der dritte Ebene Israels, der Liga Alef. Bis zum Jahr 1999 spielte das Team in der ersten Liga. Der Club, mit den Vereinsfarben gelb und blau wird auch "Dolphinim" oder "Ironia" genannt.

## Geschichte
Maccabi Ashdod wurde 1961 gegründet. Am Ende der Saison 1979/80 ging das Team zum ersten Mal in die vierte Division. Zu Beginn der Saison 1981/82 fusionierte das Team mit Beitar Aschdod, und seitdem heißt es Maccabi Ironi Aschdod. Am Ende der Saison 1992/93 trat das Team zum ersten Mal in die erste Division in Israel ein.
Am Ende der Saison 1998/99 erzwang die Gemeinde Aschdod die Vereinigung mit Hapoel Aschdod. So entstand ein neuer Club namens "Moadon Sports Aschdod". Viele Fans lehnten die Vereinigung ab und waren verärgert über die Änderung des Vereinsnamens und der Clubfarben.

### Wiederaufbau

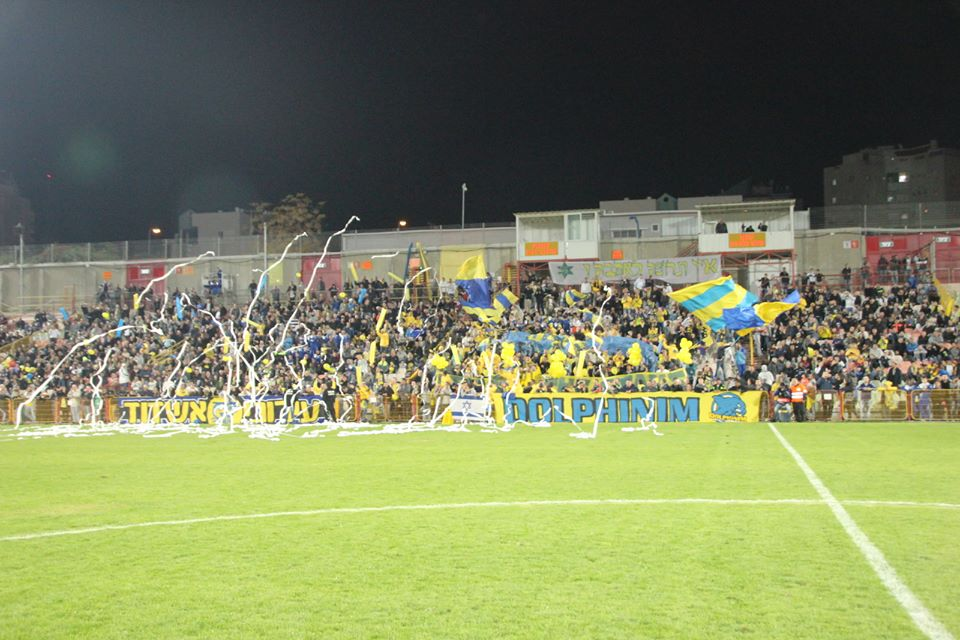
Fans im Ashdod Derby Spiel 2015

Im April 2015 wurde der Klub von seinen Fans wiederhergestellt. Club im Besitz von Fans. Die Alumni-Gruppe registriert für die letzte Liga in Israel (Liga Gimel). Auch eine neue Jugendabteilung wurde gegründet. 2015/16 (die erste Staffel) ging das Team in die vierte Division (Liga Bet).